# Distretto di Babadağ
Il distretto di Babadağ (in turco Babadağ ilçesi) è uno dei distretti della provincia di Denizli, in Turchia.